# Micadina sonani
Micadina sonani är en insektsart som beskrevs av Tokuichi Shiraki 1935. Micadina sonani ingår i släktet Micadina och familjen Diapheromeridae. Inga underarter finns listade i Catalogue of Life.